# Dschamolidin Abduschaparow

Dschamolidin Abduschaparow (2025)

Dschamolidin Mirgarifanowitsch Abduschaparow (usbekisch Jamolidin Mirgarifanovich Abdujaparov; russisch Джамолидин Миргарифанович Абдужапаров; * 28. Februar 1964 in Taschkent, Usbekische SSR) ist ein ehemaliger sowjetischer, später usbekischer Radrennfahrer krimtatarischer Ethnie und nationaler Meister im Radsport. Er galt in den 1980er- und 1990er-Jahren als einer der besten Sprinter im Straßenradsport.

## Karriere
Abduschaparow war in den 1980er-Jahren im sowjetischen Nationalteam erfolgreich und gewann unter anderem sechs Etappen der Internationalen Friedensfahrt, wobei er sich viele Duelle im Endsprint mit Olaf Ludwig lieferte. Er war dreimal am Start der Friedensfahrt und hatte 1987 mit dem vierten Platz im Gesamtklassement sein bestes Ergebnis. 1988 gewann er die Sonderwertung um das Weiße Trikot des besten Sprinters. Zweimal konnte er das gelbe Trikot des Spitzenreiters tragen. Er nahm am olympischen Straßenrennen der Olympischen Sommerspiele 1988 teil, wurde Zweiter im Sprint der Verfolgergruppe und damit Fünfter des Rennens. 1986 gewann er drei Etappen im Milk Race. 1989 gewann er die Trofeo Papà Cervi in Italien.
1990 erhielt von der Union Cycliste Internationale ein Lizenz als Profisportler. Nach der Auflösung der Sowjetunion zum Jahreswechsel 1991/92 startete er für Usbekistan.
1991 gelangen Abduschaparow seine beiden ersten von insgesamt neun Tour-de-France-Etappensiegen. Außerdem gewann er in diesem Jahr zum ersten Mal das Grüne Trikot des Siegers der Punktewertung. Er gewann die Punktewertung auch in den Jahren 1993 und 1994. Zweimal, 1993 und 1995, siegte Abduschaparow auf der prestigeträchtigen letzten Etappe auf der Pariser Avenue des Champs-Élysées. Auch bei den anderen beiden großen Landesrundfahrten konnte er Etappen gewinnen: sieben Etappen bei der Vuelta a España, eine beim Giro d’Italia. Durch seine Sprintstärke gewann Abduschaparow dabei auch die Punktewertung der Vuelta a España 1992 und das Maglia ciclamino des Giro d’Italia 1994. Sein größter Erfolg bei Eintagesrennen war 1991 der Sprintsieg im Klassiker Gent–Wevelgem.
Abduschaparow war bekannt für seinen äußerst unruhigen und zum Teil gefährlichen, weit auspendelnden Sprintstil hart an der Grenze des Reglements, was ihm den Beinamen Terror von Taschkent einbrachte. Bei der Tour de France 1991 wurde ihm sein Stil beim Massensprint in Paris zum Verhängnis: Als Führender kam er ohne Bedrängnis durch einen Gegner zu weit nach rechts und hakte in der Bande ein, worauf er kurz vor dem Ziel spektakulär in eine Werbefigur stürzte und dabei einige Konkurrenten in Mitleidenschaft zog. Er musste anschließend mit gebrochenem Schlüsselbein das Rad über die Ziellinie tragen, um das Grüne Trikot zu gewinnen.
Während der Tour de France 1997 wurde Abduschaparow des Dopingmissbrauchs mit Clenbuterol und Bromantan überführt. Nachdem eine Sperre für ein Jahr ausgesprochen worden war, beendete er seine Karriere.

## Erfolge

### Amateurerfolge
- 1984
  - eine Etappe Giro Ciclistico d’Italia
  - zwei Etappen Kuba-Rundfahrt
- 1985
  - drei Etappen Giro Ciclistico d’Italia
  - eine Etappe Circuit Cycliste Sarthe
  - eine Etappe Tour de l’Avenir
  - zwei Etappen Kuba-Rundfahrt
- 1986
  - eine Etappe Milk Race
  - Prolog, vier Etappen und Sprintwertung Niedersachsen-Rundfahrt
- 1987
  -  Sowjetischer Straßenmeister
  - Sieger Straßenrennen Völker-Spartakiade
  - drei Etappen Internationale Friedensfahrt
  - Prolog Rheinland-Pfalz-Rundfahrt
  - Prolog und eine Etappe Giro delle Regioni
  - zwei Etappen Tour de Sotchi
  - eine Etappe Settimana Ciclistica Lombarda
- 1988
  - zwei Etappen Giro delle Regioni
  - zwei Etappen Polen-Rundfahrt
  - zwei Etappen und  Punktewertung Internationale Friedensfahrt
  - drei Etappen Kuba-Rundfahrt
- 1989
  - eine Etappe Internationale Friedensfahrt
  - drei Etappen Settimana Ciclistica Lombarda
  - zwei Etappen Kuba-Rundfahrt

### Profierfolge
- 1991
  - zwei Etappen und  Punktewertung Tour de France
  - Gent–Wevelgem
  - Piemont-Rundfahrt
  - zwei Etappen Murcia-Rundfahrt
  - eine Etappe Katalonien-Rundfahrt
  - eine Etappe Settimana Internazionale
- 1992
  - vier Etappen und  Punktewertung Vuelta a España
  - zwei Etappen Valencia-Rundfahrt
  - eine Etappe Britannien-Rundfahrt
- 1993
  - drei Etappen und  Punktewertung  Tour de France
  - drei Etappen Vuelta a España
  - eine Etappe Tour de Suisse
- 1994
  - zwei Etappen und  Punktewertung Tour de France
  - eine Etappe,  Punkte- und  Intergirowertung Giro d’Italia
  - zwei Etappen Niederlande-Rundfahrt
  - zwei Etappen Paris–Nizza
  - zwei Etappen Drei Tage von De Panne
  - eine Etappe Tour DuPont
  - Memorial Rik Van Steenbergen
- 1995
  - eine Etappe Tour de France
  - eine Etappe Tour DuPont
- 1996
  - eine Etappe Tour de France
  - eine Etappe Murcia-Rundfahrt
  - eine Etappe Tirreno–Adriatico
  - eine Etappe Giro di Sardegna
- 1997
  - La Côte Picarde
  - zwei Etappen Critérium du Dauphiné
  - eine Etappe Vier Tage von Dünkirchen

## Grand-Tour-Platzierungen
| Grand Tour            | 1990 | 1991 | 1992 | 1993 | 1994 | 1995 | 1996 | 1997 |
| --------------------- | ---- | ---- | ---- | ---- | ---- | ---- | ---- | ---- |
| Giro d’ItaliaGiro     | 132  | 116  | DNF  | −    | 44   | −    | DNF  | −    |
| Tour de FranceTour    | 145  | 85   | DNF  | 76   | 57   | 56   | 78   | DNF  |
| Vuelta a EspañaVuelta | −    | −    | 105  | 63   | −    | −    | −    | −    |